# Umani, Cerkasî
Umani (în ucraineană Умань, in poloneză Humań) numit și Uman, este un oraș regional din regiunea Cerkasî, Ucraina.  

## Demografie
Componența lingvistică a orașului Umani
     Ucraineană (93,27%)
     Rusă (6,38%)
     Alte limbi (0,17%)
Conform recensământului din 2001, majoritatea populației orașului Umani era vorbitoare de ucraineană (93,27%), existând în minoritate și vorbitori de rusă (6,38%).